# Norrsten
Norrsten, tidigare Norrlands Gravyr, är ett företag med verksamhet i Burträsk, Skellefteå kommun. Företaget har bedrivit verksamhet sedan 1971. År 2018 beskrevs det av Dagens industri som norra Sveriges största tillverkare av gravstenar.

## Historia
Företaget grundades 1971 som Norrlands Gravyr. Det fanns då i Bygdeå. År 1975 köptes verksamheten av makarna Leif och Titti Löfvenius. Företaget hade 1983, förutom Leif Löfvenius, två anställda som sysslade med gravyr och tillverkning av gravstenar. Året därpå startades Norrsten. Kring millennieskiftet breddades verksamheten till att även omfatta bänkskivor.
Verksamhetsåret 2014/2015 slogs Norrlands gravyr och Norrsten samman till ett företag, Norrsten. Samma år (2014) var företaget en av grundarna bakom Steny, Sveriges första kedja för stenindustri. Norrsten hade då 10 anställda och kedjan totalt över 100 anställda. Åtminstone 2016 drevs företaget av makarna Löfvenius fyra barn; Peter Löfvenius, Johan Löfvenius, Anna Wännström och Jenny Wahlberg. Samma år hade företaget 13 anställda som sysselsattes med arbete med nya och gamla gravstenar, bänkskivor och  bildsten. Företaget har bland annat tillverkat bänkskivor till Peter Forsberg, Scandic Anglais och Sturebadet i Stockholm. Dagens industri skrev 2018 att företaget var norra Sveriges största tillverkare av gravstenar. Samma år tilldelades de priset Årets företag på Skellefteås näringslivsgala Alvargalan.
År 2020 beskrevs i början av 2021 som det bästa året någonsin, främst relaterat till ökad försäljning av bänkskivor. Företaget hade då 12 anställda. Norrsten  uppmärksammades av Sveriges Radio 2021 även för återbruk av gravstenar.
Den första delägaren utanför familjen Löfvenius, Jim Wikberg, kom in i bilden 2023. Företaget hade då 15 anställda.

## Offentliga verk
Förutom gravstenar och bänkskivor tillverkar och graverar Norrsten även minnesstenar/monument. Exempel på sådana där kungparets namnteckningar finns graverade är:
- Lappstaden i Arvidsjaur (1980)
- Idrottscentret, numera hälsocenter i Svanstein (1980)
- Fortfikationsförvaltningen (armén) i Kalix (1985)
- Vindelfjällens forskningsstation i Ammarnäs (1994)
- Ostens Hus i Burträsk (2003)
- Kungastenen i Lycksele (även Drottning Silvias namnteckning) (2013)